# Leonel Fernandes
Leonel Gomes Silva Fernandes, más conocido como Leonel Fernandes, (Vila Real, 12 de marzo de 1998) es un jugador de balonmano portugués que juega de extremo izquierdo en el FC Oporto de la Andebol 1. Es internacional con la selección de balonmano de Portugal.
Su primer gran campeonato con la selección fue el Campeonato Mundial de Balonmano Masculino de 2021.

## Palmarés

### Oporto
- Liga de Portugal de balonmano (4): 2019, 2021, 2022, 2023
- Copa de Portugal de balonmano (2): 2019, 2021
- Supercopa de Portugal de balonmano (2): 2019, 2021

## Clubes
| Club              | País     | Año         |
| ----------------- | -------- | ----------- |
| FC Oporto         | Portugal | 2016 - Act. |
| ADA Maia (cedido) | Portugal | 2016 - 2018 |